# Aliens (jeu vidéo, 1990)
Aliens est un jeu vidéo développé par Konami sur borne d'arcade en 1990. Le jeu est basé sur le film Aliens, le retour et son personnage principal Ellen Ripley.

## Système de jeu
On peut jouer en mode simple ou en coopération. De nombreux ennemis sont empruntés au film, mais il y en a aussi créés spécifiquement pour le jeu. Il y a sept niveaux, chacun comprenant un combat de boss à la fin. Pour affronter l'antagoniste maximal, c'est-à-dire Alien Queen, les personnages qui jouent peuvent utiliser un exosquelette.

## Accueil
- AllGame : 3,5/5[2]